# ليتون سميث
ليتون سميث (مواليد 1982) شاعر إنجليزي أميركي. أحدث مجموعاته الخيمة السحرية متعددة الاستخدامات (نايتبوت بوكس، 2009)، التي اختارها تيرانس هايز لجائزة نايتبوت بوكس للشعر، وأشادت بها بابلشرز ويكلي كمجموعة "رائعة وغريبة وموروثة وكلاسيكية وفريدة". صدر له سابقًا نظرية الوحوش، الذي اختاره كيفن يونغ لزمالة جمعية الشعر الأميركية (2008). نُشرت أعماله في مجلات بارزة مثل ذا أتلانتيك وبوسطن ريفيو وتين هاوس.
وُلد سميث في جاليوود، إنجلترا، وانتقل إلى نيويورك، حيث أسس بليند تايغر بويتري لدعم الشعر المعاصر. درّس في جامعات كولومبيا وبليموث، ويُدرّس حاليًا في جامعة ولاية نيويورك بجينيسيو. كما ترجم كتبًا لكتّاب آيسلنديين مثل يون جنار وكريستين أومارسدوتر.

## جوائز وأوسمة
- حفل توزيع جوائز الشعر للقارب الليلي 2009.
- الجمعية الأمريكية للشعر 2008.

## قائمة المراجع
مجموعات شعر كاملة
- الخيمة السحرية الشاملة الغرض (كتب المراكب الليلية، 2009)

كتب الفصل
- نظرية الوحوش (جمعية الشعر الأمريكية، 2008)[5]

## روابط خارجية
- Lytton Smith's Blog
- Audio: Lytton Smith Reading for From the Fishouse

- Author Page: Book listing on Nightboat Books' Distributor's Website

- Author Page: Amazon Book Listing

- Interview: Kicking Wind > Every Other Day > May 2007 > Interview with Lytton Smith